# Вилчелеле (Прахова)
Вилчелеле (рум. Vâlcelele) — село у повіті Прахова в Румунії. Входить до складу комуни Колчаг.
Село розташоване на відстані 60 км на північ від Бухареста, 27 км на схід від Плоєшті, 140 км на захід від Галаца, 99 км на південний схід від Брашова.

## Населення
За даними перепису населення 2002 року у селі проживали 690 осіб. Усі жителі села рідною мовою назвали румунську.
Національний склад населення села:
| Національність | Кількість осіб | Відсоток |
| -------------- | -------------- | -------- |
| румуни         | 667            | 96,7%    |
| цигани         | 23             | 3,3%     |